# Natalie Bible'
Pour les articles homonymes, voir Bible.
Natalie Bible' est une réalisatrice, scénariste, productrice, photographe et actrice américaine. 

## Filmographie
| année | film           | actrice | réalisatrice | productrice | scénariste | notes           |
| ----- | -------------- | ------- | ------------ | ----------- | ---------- | --------------- |
| 2010  | Developing Her |         | Oui          | Oui         | Oui        | court métrage   |
| 2015  | Windsor Drive  |         | Oui          | Oui         |            | long métrage    |
| 2015  | Bump           | Tracy   | Oui          | Oui         | Oui        | court métrage   |
| 2015  | William Froste |         | Oui          | Oui         |            | long métrage    |
| 2016  | Killer Killer  |         | Oui          | Oui         |            | long métrage    |
| 2016  | Stripped       |         |              | Oui         | Oui        | série télévisée |
| 2016  | Liquorice      |         | Oui          | Oui         | Oui        | long métrage    |
| 2016  | Open Your Eyes |         | Oui          | Oui         | Oui        | long métrage    |